# 제7차 고려-몽골 전쟁
제7차 고려-몽골 전쟁(第七次高麗蒙古戰爭)은 1255년 자랄타이가 이끄는 몽골 제국군이 고려를 침공해 일어난 전쟁이다.
몽케 칸(원 헌종)은 또다시 자랄타이를 대장으로 인질로 갔던 영녕공과 홍복원을 대동하여 대군을 보내, 갑곶 대안(甲串對岸)에 집결하여 강화도를 공격할 기세를 보였다. 그러나 마침 전에 몽골에 갔던 김수강(金守剛)이 몽케 칸을 설득시키는 데 성공하여 몽골은 고려에서 철수하였다.

## 참고 자료
- 이 문서에는 다음커뮤니케이션(현 카카오)에서 GFDL 또는 CC-SA 라이선스로 배포한 글로벌 세계대백과사전의 "고려 왕실과 원나라" 항목을 기초로 작성된 글이 포함되어 있습니다.